# Християнство
Христия́нство (від грец. Χριστός — «Помазанець, Месія») — релігія, заснована на вченні Ісуса Христа. Поряд з ісламом та буддизмом входить до числа трьох світових релігій. Характерною рисою християнства, яка вирізняє його серед інших напрямів єдинобожжя, є (в деяких конфесіях) віра в Ісуса Христа як втілення і прояв Бога заради спасіння всього людства і людського суспільства і настанови в істині. На відміну від християнства, іслам та юдаїзм не визнають Ісуса Христа як одну з іпостасей всевишнього бога. Одна з авраамічних релігій (семітського походження, також юдаїзм, іслам).
Християнство зародилося на сході Римської імперії (в Палестині) у I столітті. Християнська церква, як фактично єдина географічно-адміністративна спільнота, проіснувала приблизно до 484 року, хоча з кінця I століття в ній виникали різні секти, протистояння. Остаточний розкол Християнської Церкви на Східну (Православ'я) та Західну (Католицизм) відбувся 1054 року, у 1517 р. виник Протестантизм — основне реформітське відгалуження християнства.
В наш час християнство — найпоширеніша у світі релігія, — його дотримуються близько 2,2 млрд осіб. Християнство посідає 1-ше місце у світі за географічним поширенням, тобто майже в кожній країні світу.

## Передумови та джерела християнства
Релігійним джерелом християнства була юдейська сектантська течія Ессеї — тобто широкий рух, опозиційний панівному 

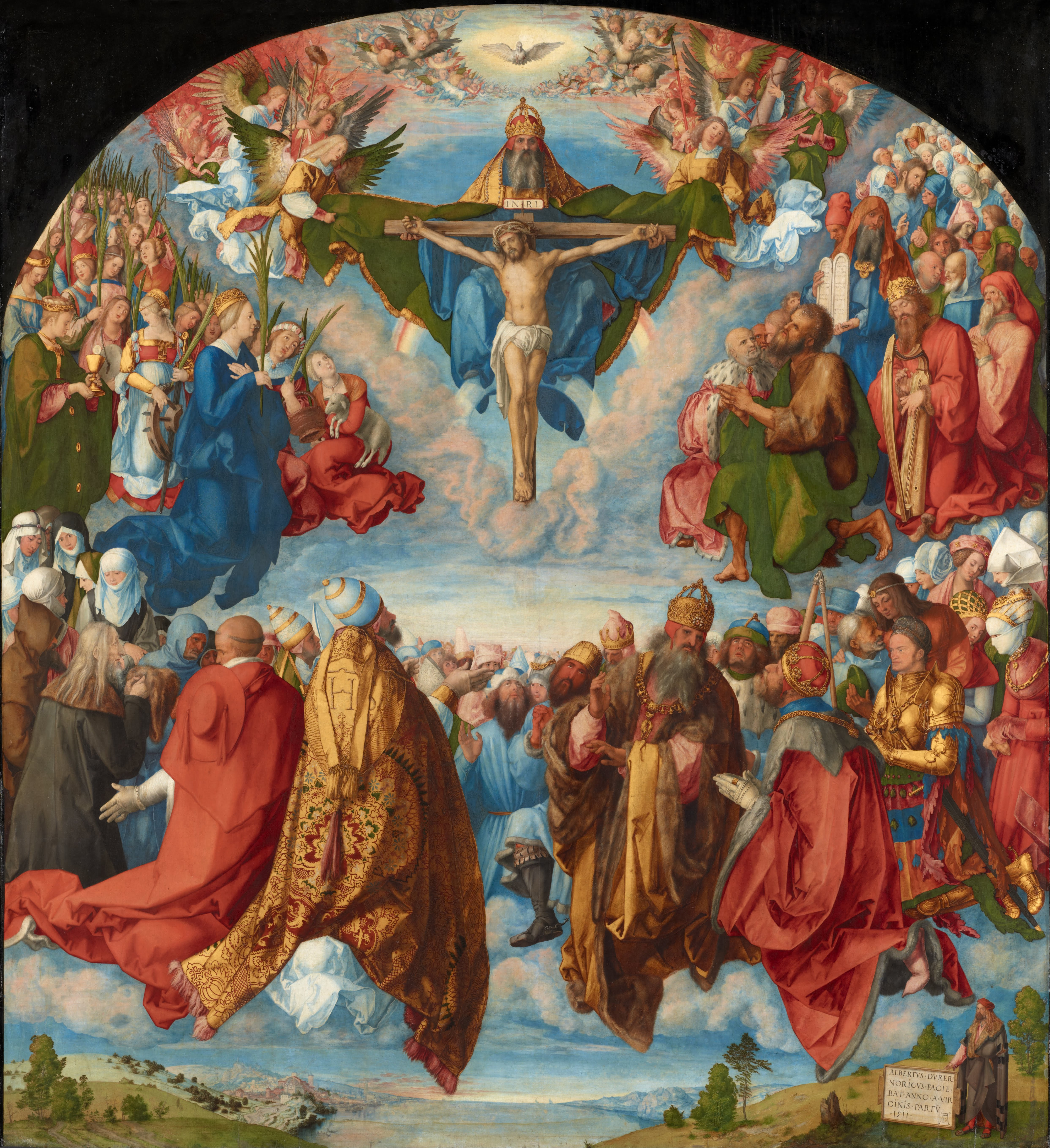
"Поклоніння" (частина Вівтаря Ландауера), 1511 рік Альбрехт Дюрер

юдаїзмові, чию головну течію нарекли як Фарисеї. Ессеї поділяли юдейську віру в єдиного Бога, що опікував народ Ізраїлю. Більше того, самі себе вони вважали представниками справжнього юдаїзму, покликаного оновити старий союз (заповіт) між Богом і народом Ізраїлю.
Ідеології юдейського сектантства Ессеїв були властиві дві основні риси:
- есхатологізм (грец. єсхатос, — кінець) — вчення про «кінець світу» і його подальше відновлення разом з останнім Судом над усіма, що коли-небудь жили;
- месіанство (месія — від давньогебрейського машиах, букв. Помазаник, Посланник Божий) — віра в божественного Спасителя, що здійснить цей переворот, відтак поверне юдеям Божу прихильність.

## Віровчення
Христия́нство — віровчення про єдиного всезнаючого, всюдисущого та вічного Бога, Творця неба і землі у 3-х його найважливіших проявах (іпостасях) — Господа Вседержителя (Бога-Отця), єдинородного несотворенного Сина — Господа Ісуса Христа (Бога-Сина, святу Істину, святе Боже Слово), та Бога-Духа Святого, що говорив через пророків, Їх єдину волю та сутність у Святій Трійці. Центральне місце в християнстві займає втілення та зішестя на землю Сина Божого з метою спасіння людства від гріха жертовним розп'яттям на Голгофі, Його Воскресіння, Вознесіння та Друге пришестя. Християнство визнає існування світу видимого і світу невидимого (світу духовного), безсмертної людської душі та ангелів), визначає природу людини — її сотворення, гріхопадіння (перворідний гріх) та викуплення Христом, її майбутню долю — воскресіння мертвих і страшний суд, її вічне блаженство (рай) або вічне пекло. Віруючі послідовники цих догматів звуться християнами, беруть участь в видимому поклонінні Христу в церквах (місцях особливої присутності Бога) і духовному служінні цьому Богові через сповнення Його настанов, покаяння у випадку їх порушення, регулярно спілкуються з Ним через молитву. Сотні християн покидають світське життя і віддаляються в монастирі чи скити (див. ченці), щоби повністю посвятити себе служінню та хвалінню Христа.
Згідно з Християнством, метою людського життя є освячення людини, повернення до первинної природи, через обоження (грец. theosis) людини через причастя в Ісусі Христі, завдяки Його Викупительній Самопожертві за людські гріхи. Особи, що досягли такого освячення, часто через мучеництво на взірець Христа і визначилися найвищими чеснотами християнської побожності, прославившись чудами, шануються у Православному та Католицькому християнстві як святі. Протестанти ж дотримуються думки, що жодна людина у своїх вчинках не може бути досконалою (таким був лише Ісус Христос). Тому сподіваються на святість від Бога через віру в Кров Його Сина (як єдиний спосіб очищення від гріхів), і святими називають всіх, хто щиро вірить і (щодня), каючись у своїх гріхах, намагається прославити Бога всім життям (відобразити в собі Святість Христову).

### Христос— центральна постать християнства

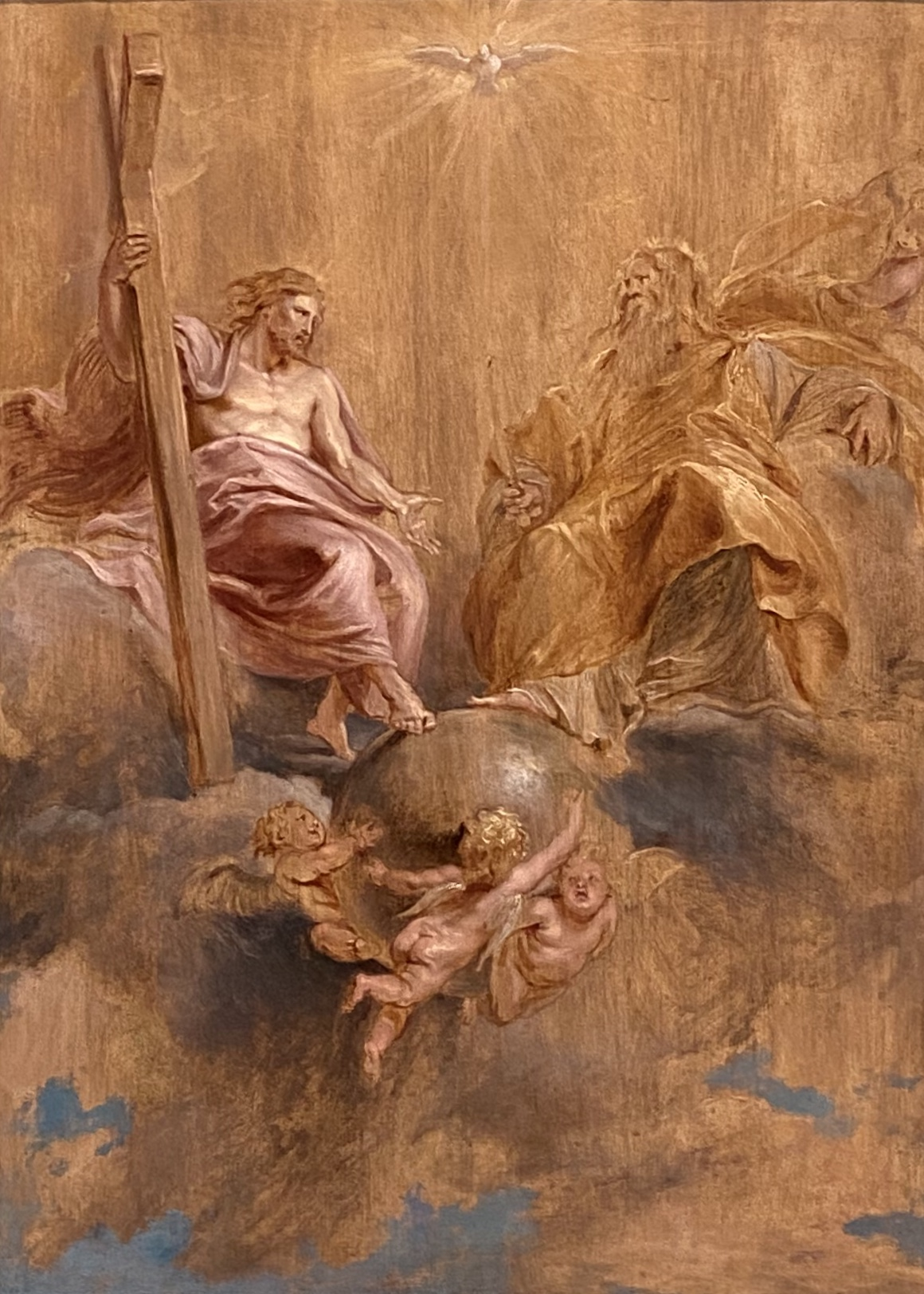
Свята Трійця. 1616 рік Рубенс

Центром християнства є особа Ісуса Христа, який є однією з осіб Трійці — одночасно Сином Божим та Сином Людським та прийняв страждання і смерть заради спокутування первородного гріха.
Для більшості християнських конфесій і більшості християн по всьому світу беззаперечним авторитетом є Біблія. Тобто все, що написане в цій книзі, сприймається на віру і не потребує ніяких доказів. В Біблії життя і вчення Ісуса Христа викладене в 4-х канонічних Євангеліях — від Матвія, від Марка, від Луки та від Івана, які входять в Новий Заповіт. Крім цього основним постулатом віри є догмат про Святу Трійцю.
За християнським вченням Ісус Христос є Месія, Спаситель та Відкупитель людства з ярма гріха. Бог-Син в Святій Трійці. Поєднання в особі Христа Божого й людського являє собою поєднання людської природи, Божої природи і Божої Особи. Розглядаючи Ісуса Христа як Сина Божого, Християнська церква, в той же час, вважає Ісуса рівним із Богом-Отцем.
Деякі релігійні течії (наприклад свідки Єгови, Церква Ісуса Христа Святих останніх днів), які самі себе вважають християнськими, мають вчення про Ісуса Христа, яке суттєво відрізняється від прийнятого більшістю християнських конфесій. Наприклад: Свідки Єгови вважають Ісуса Христа Сином Божим, однак не вважають його рівним Богові.

### Догмати про гріхопадіння та спасіння людини

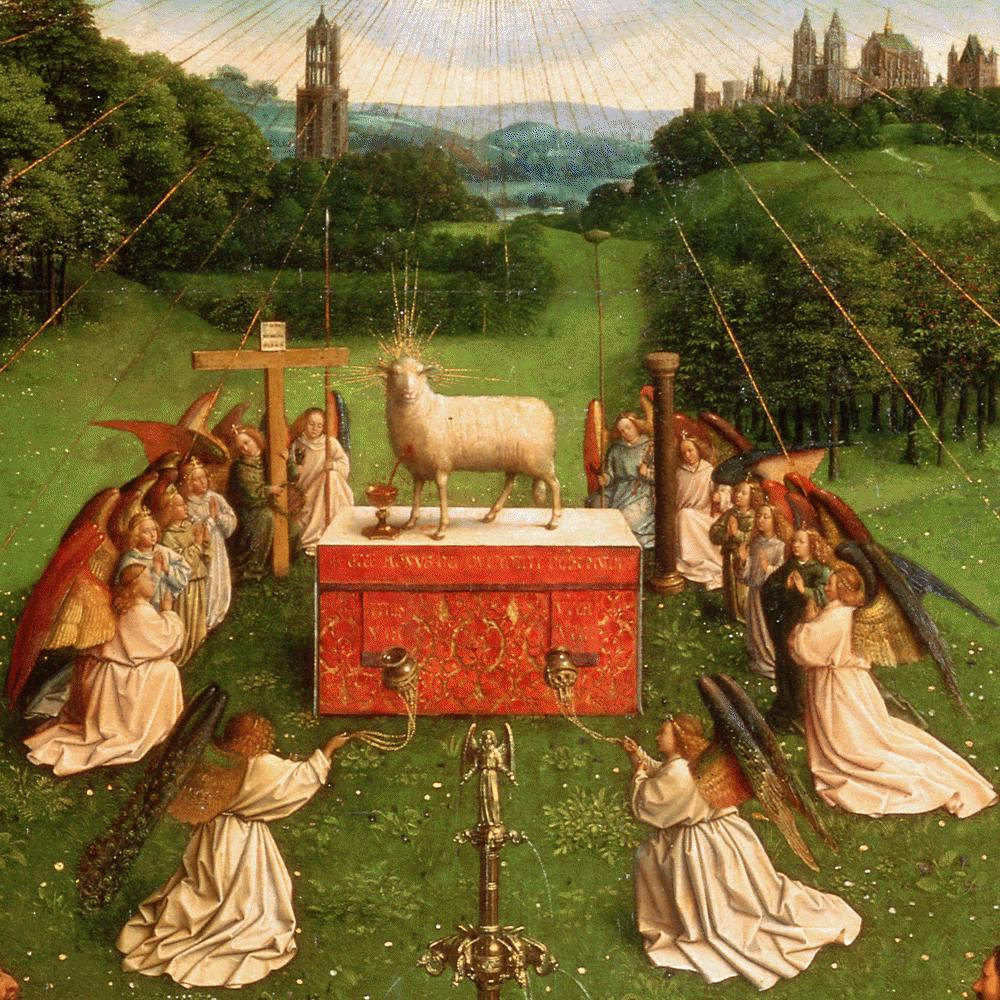
Божий Агнець (Agnus Dei) є традиційним символом невинного Ісуса Христа, який віддав Себе в жертву за гріхи людей. Картина Яна ван Ейка (1390—1441).

Згідно з постулатами християнства, що базуються на Біблії, внаслідок першородного гріха, вчиненого Адамом та Євою, кожна людина є грішною, відтак смертною і підлягає засудженню Богом. Оскільки Бог любить світ та людей, він послав свого Сина, який, будучи безгрішним, своєю смертю на хресті викупив людей від належного їм покарання. Таким чином, спасіння досягається вірою в Ісуса Христа та прийняттям його жертви, а також покаянням — відверненням від гріхів та приведенням свого життя у відповідність з Божими заповідями.

### Роль та значення Церкви
Християнська Церква об'єднує християн у святу спільноту, яка теж зветься Тілом Христовим чи Нареченою Христа і розглядається як своєрідний Ноїв Ковчег, спасіння поза яким є неможливим. Через церкву передаються таїнства та благодать, вона ж уділяє хрещення (яке є духовним очищенням та оновленням у Христі) новим катехуменам.
Роль духовного наставництва та годування виконує Святе Письмо, яке вважається за Слово Боже.
Велику роль на земному шляху християнина до вічного блаженства відіграє Боже Провидіння.
- Детальніше дивіться: Християнська церква

## Історія християнства

### Виникненняраннього християнства

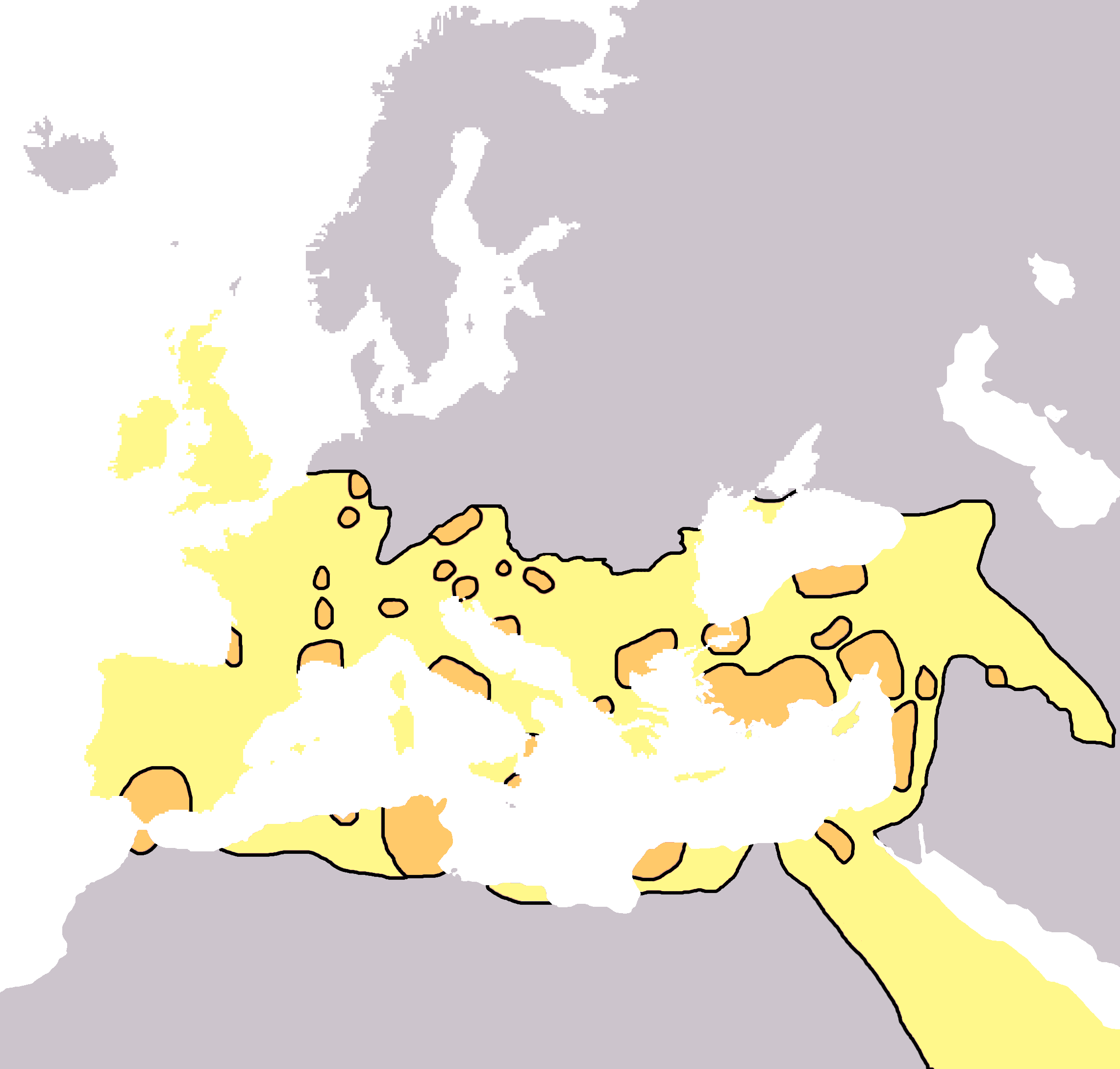
Поширення християнства до 600 року

Виникнення християнства взято за основу сучасного літочислення, нової ери в історії людства, яка почалася понад 2000 років тому. Християнство зародилось в I столітті на Близькому Сході, на юдейських землях (провінція Юдея) Римської імперії, серед месіанських рухів тодішнього єврейського єдинобожжя. Корені християнського віровчення пов'язані з дохристиянським єдинобожжям стародавніх євреїв та вченням Старого Завіту (Закон, Пророки і Писання — Танах).
Згідно з Біблією, а також інших джерел того часу,[яких?] перші спільноти християн (коло віруючих, християнська Церква) виникли в I столітті у східних провінціях Римської імперії в Палестині, місці народження Христа, Святій Землі унаслідок проповіді учнів Христа, святих апостолів та їх послідовників. Християнство від початку поширилось у переважно грекомовній східній частині Римської імперії. Св. Павло та апостоли активно подорожували по всій Імперії, засновуючи Церкви у основних містах. Перші Церкви з'явились в Антиохії, Александрії та Єрусалимі, а потім у двох політичних центрах — у Римі і Константинополі.
Общини первісного християнства складалися з бідних людей, у цьому розумінні первісне християнство було релігією пригноблених. Церкви, — у сучасному розумінні як окремої будівлі для збирання членів общин — не було. Збиралися або в приватних приміщеннях, або, при переслідуванні з боку римської влади, у печерах чи катакомбах.

### Нікейський собор

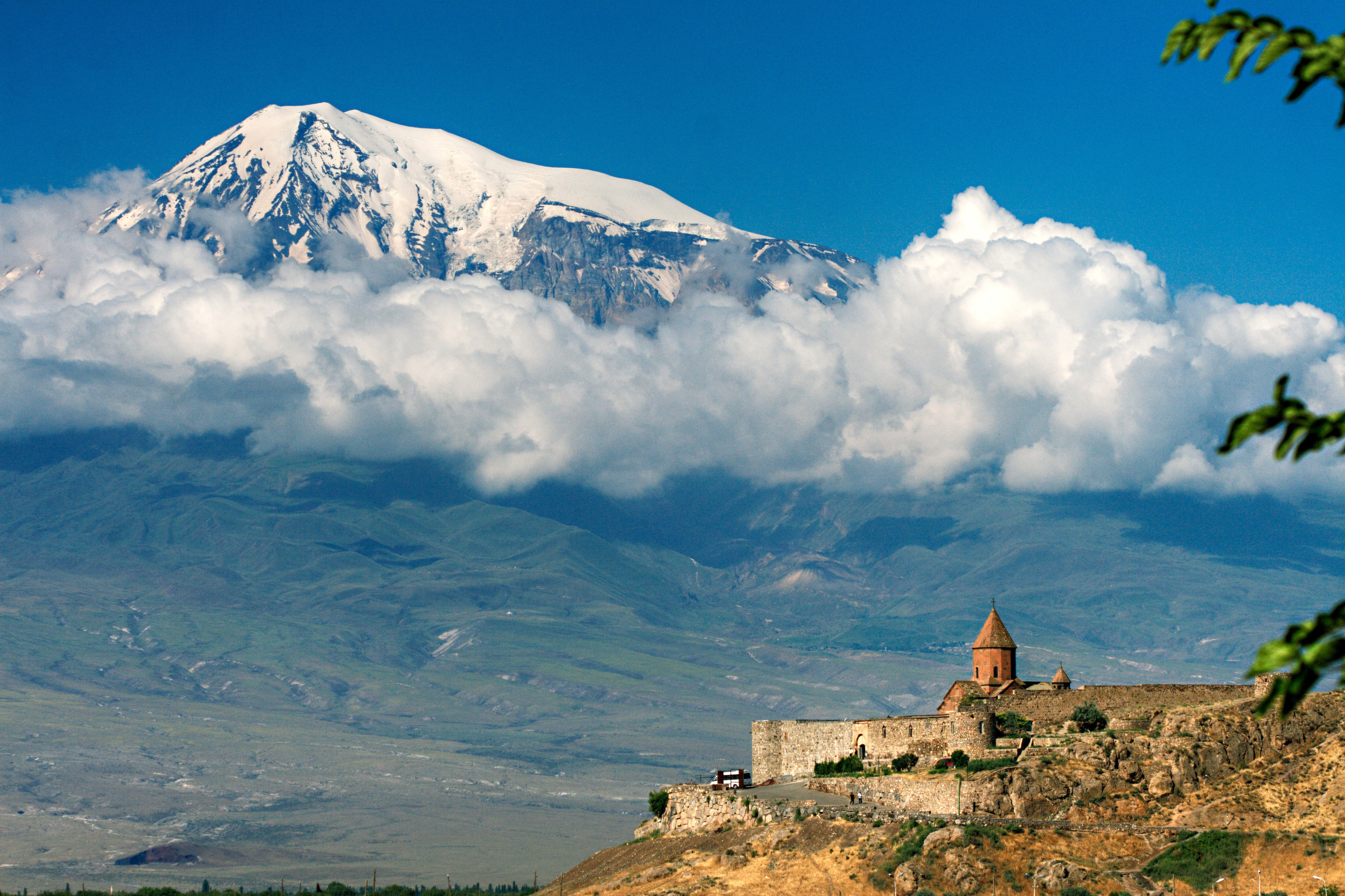
Монастир Хор Вірап VII ст. в тіні гори Арарат; Вірменія була, яка прийняла християнство як державну релігію на початку 4 ст.

Тривалі гоніння християн припинились у 313 році, коли імператор Костянтин Великий оприлюднив Міланський указ (едикт). За його правління (306—337 рр.) християнська релігія перетворилася на державну, вона користувалася економічною, політичною та ідеологічною підтримкою держави. Відбувається подальша централізація церкви: єпископії та митрополії об'єднались у патріархії на чолі з патріархом. У першій половині IV ст. на території імперії були три патріархії — римська, олександрійська та антіохійська. Наприкінці IV ст. — єрусалимська.
Протягом IV—VIII ст. доктрина, культ і правові засади християнства оформлювались на «Вселенських соборах», серед яких — Перший Нікейський, Перший Константинопольський (381), Ефеський (431), Халкедонський (451), Другий Константинопольський (553), Третій Константинопольський (680—681) і Другий Нікейський (787).
Складний процес формування доктрини супроводжувався розколами церкви та виокремленнями доктринальних течій, що оголошувалися на Вселенських соборах єресями і засуджувалися. Становлення християнської доктрини проходило у полеміці з іншими релігійними течіями: юдаїзмом, гностицизмом, докетизмом, маніхейством та іншими. Було визнано хибними неортодоксальні погляди на Святу Трійцю такі як аріанство, несторіанство, монофізитство, монофелітство тощо.

### Розкол християнської церкви
Християнство почало поступово приймати елементи елліністичної та римської культури, що спричинило до численних конфліктів всередині Церкви. З християнським приматом Риму не погоджувалося багато єпископів Сходу та східноримських імператорів, що вперше яскраво проявився на Трулльському соборі (692). Розбіжності стали поглиблюватися за часів патріарха Фотія, що оголосив єретичним формулювання «філіокве» і остаточно були розв'язані Розколом християнської церкви 1054 року, що розділив християнську церкву на дві основні течії — католицизм і православ'я, а сам термін «католицький» почав стосуватися лише західної гілки християнства. Остаточно поділ Церков завершився після захоплення в 1204 році Константинополя хрестоносцями. Хрестоносці взяли місто, розграбували його і утворили в Константинополі Латинську імперію, що проіснувала понад 50 років. З того часу православна й католицька церкви продовжували жити й розвиватися окремо одна від одної.

Реформація в Європі: поширення протестантизму

В наступні століття неодноразово здійснювались спроби подолати християнський розкол, зокрема на Ліонському (1274) та Флорентійському (1438) соборах, проте ці спроби щоразу зазнавали невдачі. Натомість у XVI столітті католицизм зазнав чергової хвилі розколу, викликаної Реформацією — рухом за оновлення християнства. Реформація стала реакцією на ряд негативних явищ, що мали місце в католицькій церкві у попередні століття і призвела до виділення нових гілок християнства, зазвичай окреслюваних збірним терміном протестантизм — лютеранство (Мартін Лютер, 1517), англіканство (король Генріх VIII, 1534) і кальвінізм (Жан Кальвін, 1536), що поширилися головним чином у Німеччині, Англії, Нідерландах і Скандинавських країнах.
З географічними відкриттями XVI—XVII століття Католицька церква розпочала активну місіонерську діяльність у країнах Нового світу і в Азії. Поширення католицизму відбувалося також шляхом укладання уній між Римо-католицькою церквою з православними спільнотами, найбільш значимою з яких була Берестейська унія (1596), внаслідок якої повстала Українська греко-католицька церква.

### Сучасний стан

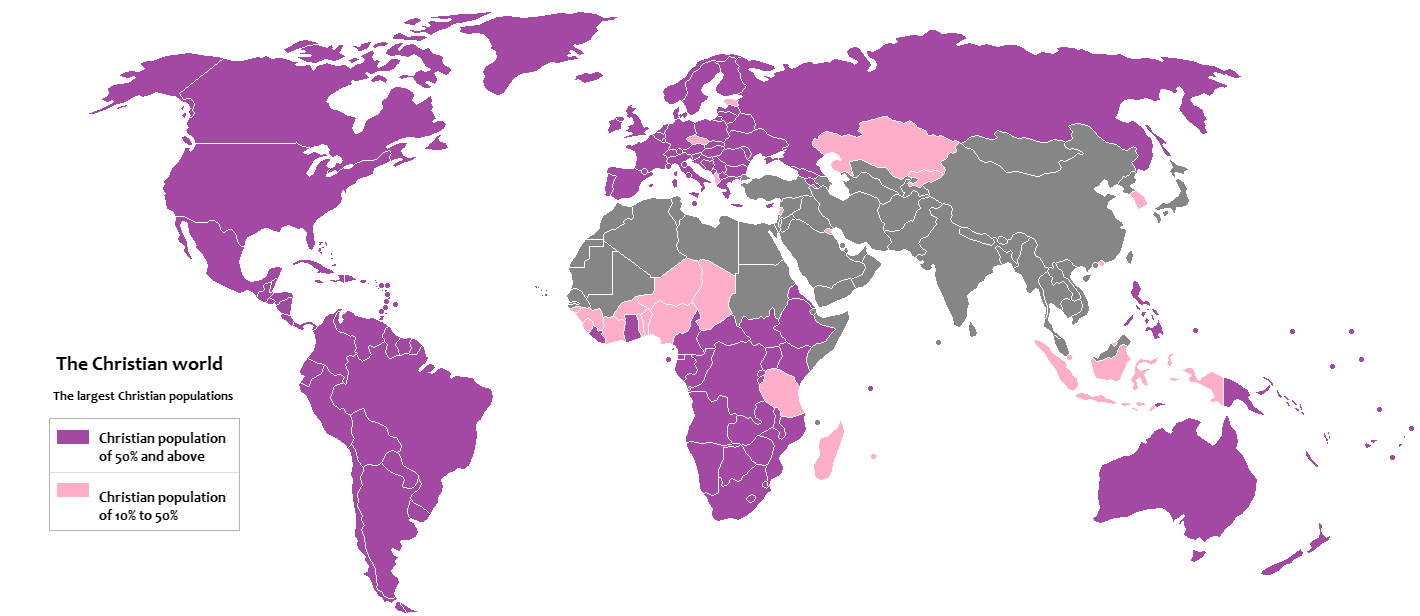
Країни де християни становлять понад 50 % виділені фіолетовим кольором, від 10 % до 50 % — рожевим.

Загалом близько 2,2 млрд людей із 238 країн світу або 33,4 % земного населення вважають себе християнами На сьогоднішній день в християнській церкві, як спільноті виділяють 3 основних течії: Католицизм (понад 50 % від усіх християн), Протестантизм (близько чверті від усіх християн), Православ'я (близько 12 %), та низку дрібніших.
У XX столітті почався рух за зближення християнських церков, що отримав назву екуменізм. Одним з перших екуменічних зібрань вважається міжконфесійна протестантська місіонерська конференція 1910 року в Единбурзі. Формування екуменічного руху в сучасному вигляді було закладено на протестантсько-православних конференціях 1920 року в Женеві, 1927 року в Лозанні і довершено конференцією 1945 року в Стокгольмі, а також створенням в 1948 році Всесвітньої ради церков. Переломним в історії православно-католицьких відносин став 1965 рік, коли Патріарх Константинопольський Афінагор I і Папа Римський Павло VI скасували взаємні анафеми, накладені 1054 року.

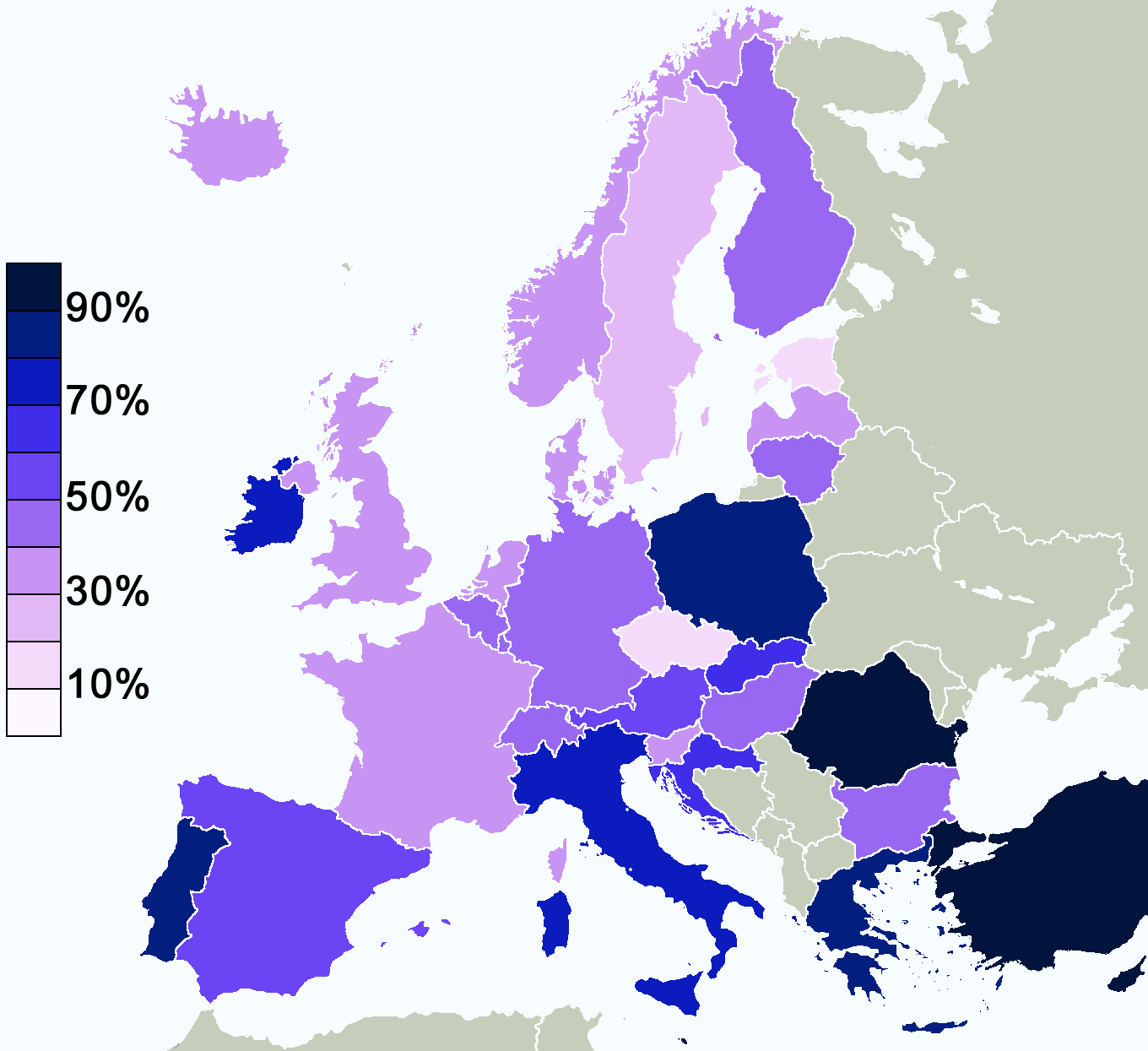
Віра в Бога серед жителів Європейського Союзу та Туреччини. Результати опитування організації Євробарометр у 2005 р.

Є також чисельна група людей, які звуть себе християнами лише формально, без будь-якої глибокої віри в християнські догмати чи майбутню есхатологію, не беруть участі у видимому поклонінні Христу, трактуючи християнство скоріш, як традицію, в якій вони народились, і до якої вони формально належать. Загалом рівень віри та релігійного поклоніння серед тих хто приписує себе до християнської традиції суттєво коливається в залежності від переконань та знань особи, а також впливу суспільного середовища. В останні століття, в часи поширення матеріалістичного світогляду багато людей покидають церкву і займають позиції агностицизму або відвертого атеїзму. Останні десятиліття позначились також небувалим поширенням єресей та сект в християнстві, головне в лоні протестантизму. Тим не менше християнство залишається домінуючою світовою релігією, а на пострадянських теренах спостерігається видиме відродження ортодоксального східного християнства після 70-літнього переслідування та скасування заборон його практикування атеїстичним комуністичним режимом.

Дуже змістовними є роздуми про християнство в працях основоположника Австрійської школи економіки Людвіга фон Мізеса
Починаючи з ІІІ століття християнство завжди служило одночасно і тим, хто підтримував суспільний лад, і тим, хто бажав його повалити. . . . Так само відбувається і сьогодні: Християнство бореться як за соціалізм, так і проти нього (р.378).
Не програма Папи Пія IX проклала шлях до повернення нетерпимості та переслідування інакомислячих. Це були праці соціалістів (р.68).
Християнський соціалізм - це не менш ніж соціалізм (р.382).
Християнство змирилося з рабством і багатоженством, практично канонізувало війну, в ім'я Господа спалювало єретиків і спустошувало країни (р.397).
Практично всі християнські церкви і секти сповідували принципи соціалізму та інтервенціонізму. Майже в кожній країні духовенство підтримує націоналізм. Незважаючи на те, що католицизм є всесвітнім, навіть Римська церква не є винятком. Націоналізм ірландців, поляків і словаків - це значною мірою заслуга духовенства. Французький націоналізм знайшов найефективнішу підтримку в Церкві (р.120).

Протестантизм є не більшим гарантом свободи, ніж католицизм. Ідеалом лібералізму є повне відокремлення церкви від держави і толерантність - без огляду на відмінності між церквами (р. 30).

## Християнські течії
У наші дні в християнстві існують такі основні напрямки:
- Католицтво (~1 280 млн згідно World Christian Database 2024, 1 390 млн згідно Annuario Pontificio 2022)
- Православ'я (~330 млн)
- Протестантизм (~800 млн)

### Католицизм

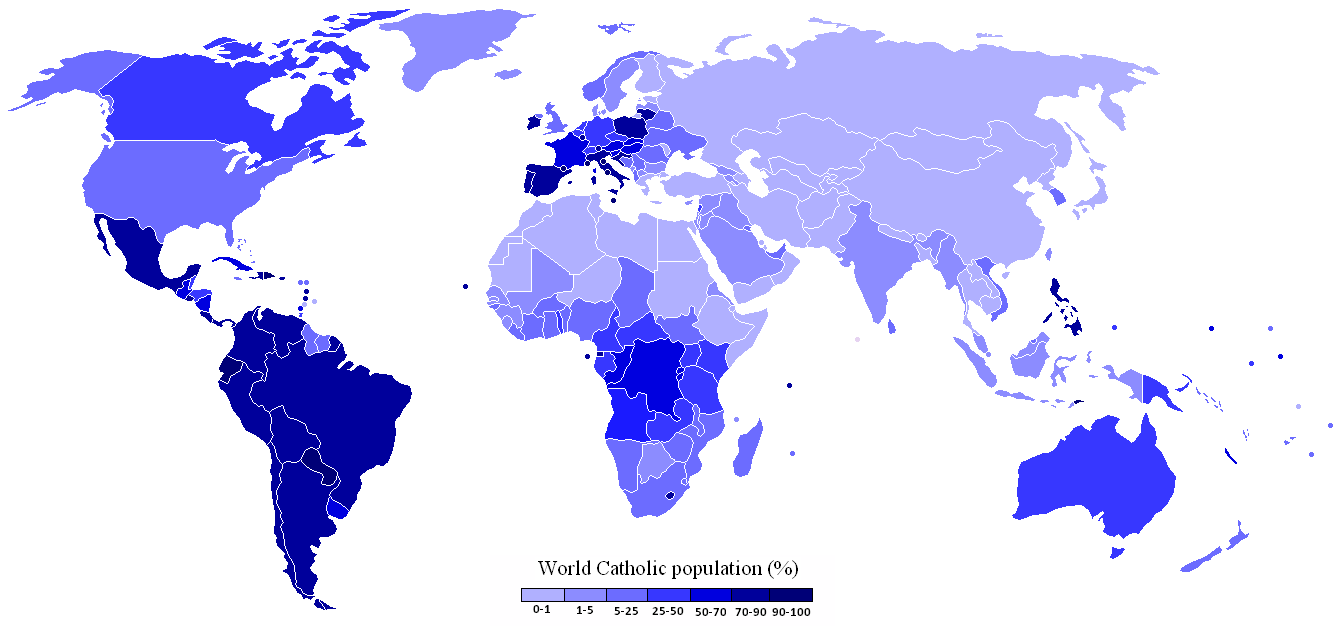
Поширення католицизму у світі

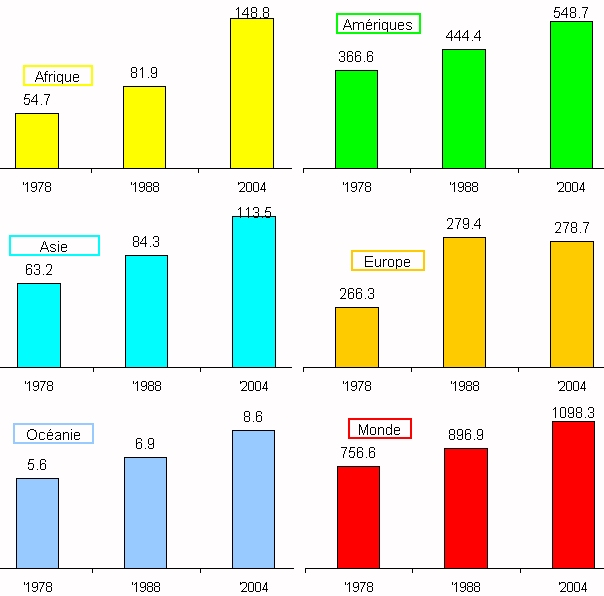
Зміна кількості вірних Католицької церкви за континентами: 1978, 1988 і 2004 роки

Католицизм (лат. catholicismus) — найпоширеніший із напрямів християнства (~1196 мільйонів вірних у 2012 р.), який отримав свою назву від одного з атрибутів світової спільноти віруючих у Христа — її «кафолічність» (соборність). Головою Католицької церкви є Папа Римський, який очолює Святий Престол і державу-місто Ватикан у Римі. Католицька церква вважає Папу Римського наступником апостола Петра, якому згідно з Євангелієм, було заповідано очолити Церкву.
Католицизм є основною релігією в багатьох європейських країнах (Франція, Італія, Іспанія, Португалія, Австрія, Бельгія, Литва, Польща, Чехія, Угорщина, Словаччина, Словенія, Хорватія, Ірландія, Мальта та ін.) Усього в 21 державі Європи католики становлять більшість населення, в Німеччини, Нідерландах та Швейцарії — половину. В Україні (12 %)
Католицизм поширений у всій Південній та Центральній Америці, в Мексиці, на Кубі, в Канаді та США. В Азії католики переважають на Філіппінах і в Східному Тиморі, велике число католиків є в В'єтнамі, Південній Кореї та Китаї. На Близькому Сході багато католиків в Лівані (мароніти та інші). В Африці проживають за різними оцінками від 110 до 175 мільйонів католиків.
- Католицтво
  - Римо-Католицька Церква
  - Східні католицькі церкви (УГКЦ)
- Старокатолицизм

### Протестантизм
Протестанти́зм — другий найпоширеніший напрям у християнстві, що відокремився від католицтва в період Реформації у 16 столітті (лютеранство, кальвінізм та ін.) та у результаті подальшого внутрішнього поділу (адвентисти, баптисти, методисти та ін.). Церкви і спільноти протестантів національного чи локального характеру є в усьому світі, чисельність деяких сягає десятків мільйонів вірян. Єдиного центру протестантизму не існує; організаційно протестантські помісні церкви об'єднані в регіональні організації, які, у свою чергу, формують всесвітні об'єднання церков.
Деякі релігійні течії, які вийшли з протестантизму і ідентифікують себе як християнські — Мормони, Свідки Єгови, не визнаються за такі конфесіями християнського світу через розбіжність у розумінні основоположних християнських доктрин (догмат Трійці, іншу христологію).
- Церква адвентистів сьомого дня
- Адвентисти-реформісти
- Англіканство
- Баптизм
- Євангельські християни
- Кальвіністська церква
- Квакерство
- Лютеранство
- Меноніти
- Методизм
- Мормонізм
- Пресвітеріанство
- П'ятидесятництво
- Свідки Єгови
- Харизматичний рух (неоп'ятидесятництво)

### Православна церква

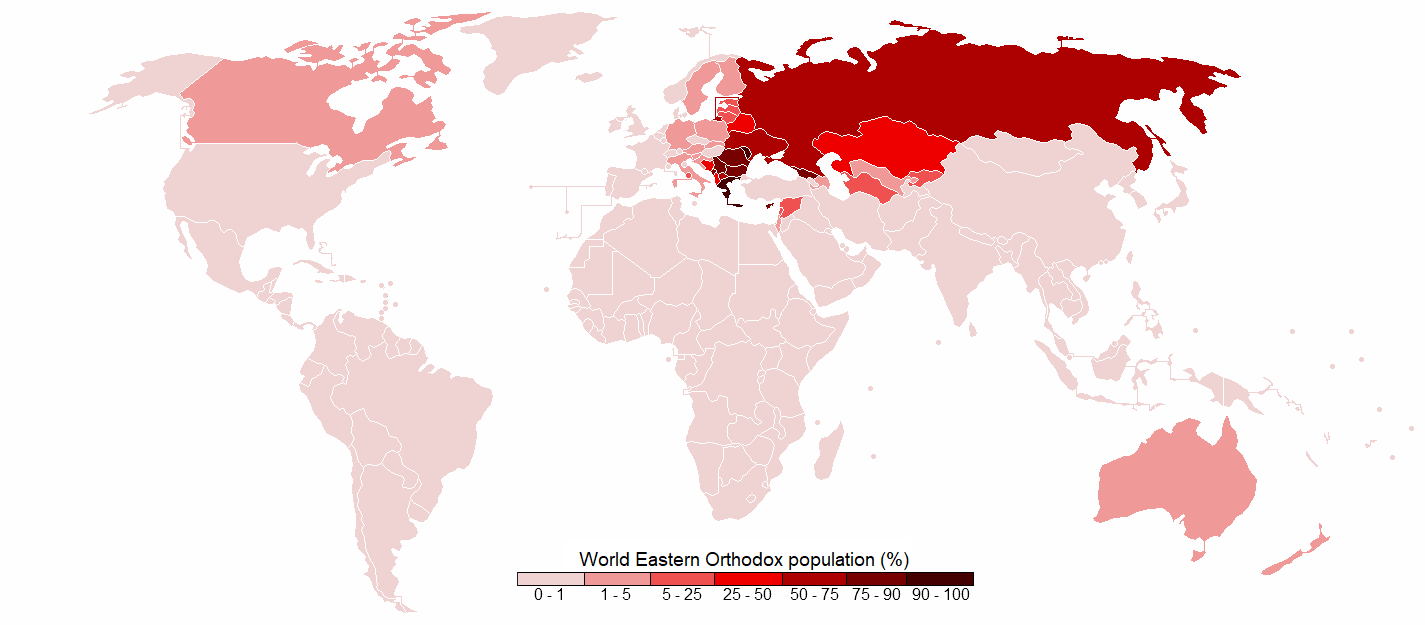
Поширення православ'я у світі

Православ'я — християнська спільнота, що складається з ряду єдиних у теології помісних (Автокефальних, автономних) церков, що перебувають між собою у євхаристійному спілкуванні. Окрім канонічного православ'я, існує ряд невизнаних православних церков, наприклад, Македонська православна церква тощо.
Найбільше послідовників Православ'я проживає у Греції (98 %), Молдові (98 %), Грузії (89 %), Білорусі (88 %), Румунії (87 %), Сербії (84 %), Чорногорії (84 %), Болгарії (83 %), на Кіпрі (80 %), у Росії (80 %), Македонії (80 %), Україні (80 %). Також це провідна релігія у Республіці Сербській (92 %), що входить до Боснії і Герцеговини (39 % населення країни), та у північному Казахстані (48 % від загального населення країни). Суттєву меншість православні складають в Естонії (40 %), Албанії (20 %), Киргизстані (20 %), Латвії (15 %), Туркменістані (9 %), Узбекистані (9 %), Литві (4 %), Хорватії (4 %).

### Давньосхідні церкви

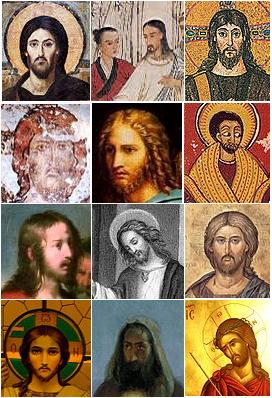
Ісус Христос у світовій культурі

Церкви, котрі не прийняли сповідання віри, затверджене на Халкідонському соборі 451 р. (IV Вселенському), називаються сьогодні давньосхідними або нехалкідонськіми; деякі з них історично вийшли з громад монофізитів та несторіан. Хоча нехалкідонські церкви іноді називають «давньоправославними», вони не мають євхаристійного спілкування з православними церквами.
- Вірменська апостольська церква[14]
- Коптська православна церква[15]
- Ефіопська православна церква
- Сирійська православна церква
- Маланкарська православна церква
- Ассирійська Церква Сходу (несторіанство)

## Християнське сектантство
- Православні церкви поза спілкуванням зі Вселенським патріархатом[ru]
- Старообрядництво
- Новітні релігійні рухи

## Інтернет-ресурси
- Історія Християнства: війни, хрестоносці, єзуїти, тамплієри, інквізиція, відьми.

## Див. дотичне
- Мітраїзм